# Lasiochlora
Lasiochlora là một chi bướm đêm thuộc họ Geometridae.